# Tốc độ siêu thanh

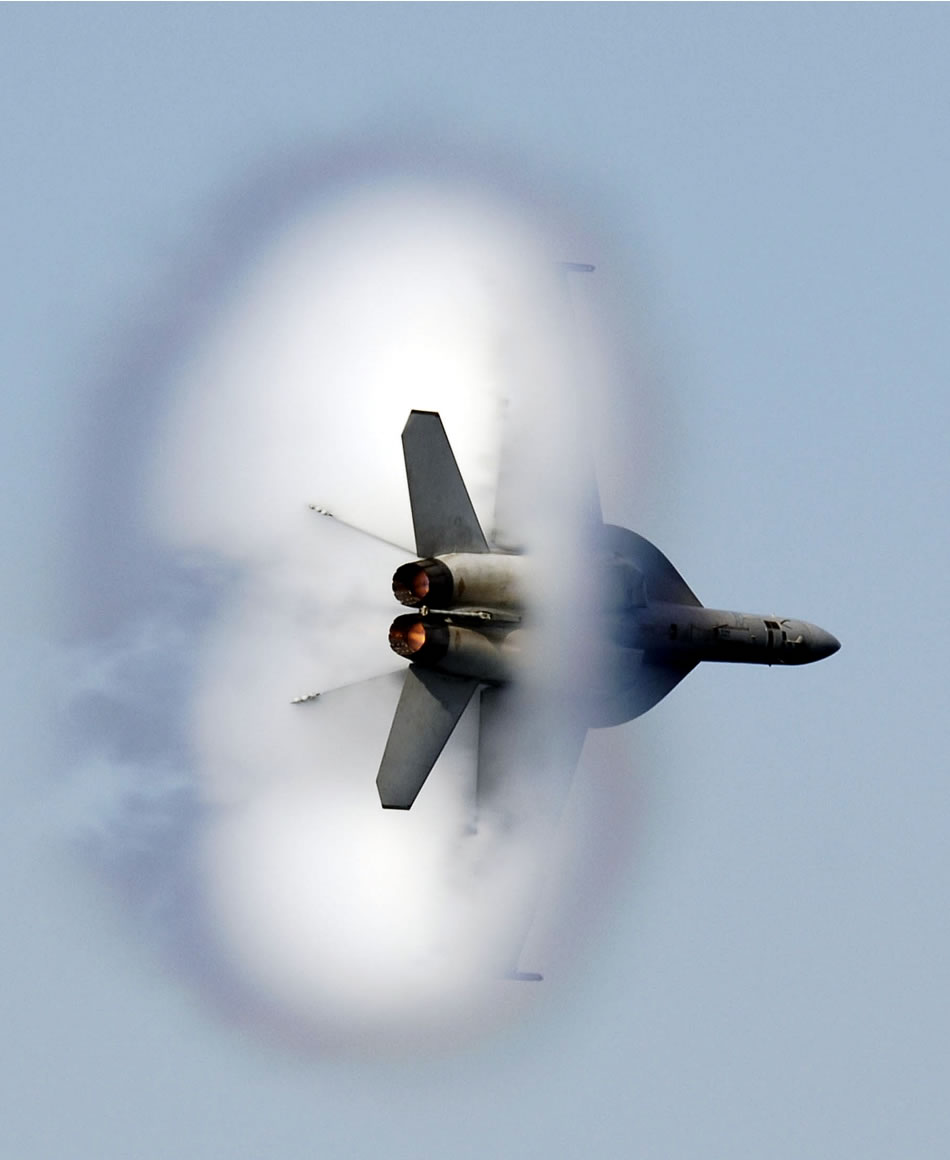
Một máy bay F/A-18E/F Super Hornet đang tăng tốc lên tốc độ siêu thanh. Vùng nón màu trắng là các hơi nước ngưng tụ lại khi gặp áp suất cao của sóng xung kích xuất phát từ mũi máy bay.

Tốc độ siêu thanh là tốc độ chuyển động của vật thể lớn hơn tốc độ âm thanh trong cùng môi trường. Trong không khí ở điều kiện thường, các tốc độ lớn hơn hoặc bằng Mach 1 (343 m/s hay 1235 km/h với không khí ở mực nước biển tại 20 độ C) là các tốc độ siêu thanh. Tốc độ lớn hơn Mach 5 gọi là cực siêu thanh. Các hiện tượng liên quan đến vật thể chuyển động với tốc độ siêu thanh thường được mô tả là các hiện tượng siêu thanh. Đôi khi thuật ngữ siêu âm được sử dụng, tuy nhiên từ siêu âm thường chỉ hiện tượng âm thanh có tần số cao hơn ngưỡng nghe được bằng tai người.

## Các vật thể siêu thanh
Đa phần các máy bay chiến đấu hiện đại đều là siêu thanh. Một số máy bay dân dụng như Concorde hay Tupolev Tu-144 cũng là các máy bay siêu thanh. Từ năm 2003, khi Concorde bị ngừng sử dụng, chưa có máy bay dân dụng siêu thanh nào được đưa vào hoạt động. Một số máy bay ném bom cỡ lớn, như Tu-160 hay B-1B cũng có khả năng siêu thanh.
Đa phần các viên đạn của các súng hiện đại đều siêu thanh, và một số có thể đạt tốc độ Mach 3.
Hầu hết các tàu vũ trụ, như Tàu con thoi là siêu thanh trong một giai đoạn nhất định khi đi vào bầu khí quyển Trái Đất. Tốc độ âm thanh tỷ lệ với nhiệt độ không khí, do đó, trong khoảng độ cao tới 25 km, do nhiệt độ giảm nên tốc độ âm thanh cũng giảm. Đối với độ cao trên 25 km, nhiệt độ lại tăng dần theo độ cao, và tốc độ âm thanh cũng tăng theo